# Ottobrunn
Ottobrunn är en kommun och ort i Landkreis München i Regierungsbezirk Oberbayern i förbundslandet Bayern i Tyskland.  Den är en tätbefolkad förortskommun till München och har cirka 23 000 invånare. I Ottobrunn ligger det ena huvudkontoret för EADS.